# Школа за девојке (књижевност)
„Школа за девојке или филозофија за госпе“ (фр. L’Escole des Filles ou la Philosophie des dames) француски је еротски роман објављен анонимно у Паризу 1655. године. Роман се сматра првим делом либертенске књижевности и првим еротским романом у француској књижевности. Кратка, оштра, врло дескриптивна, сачињена из два дела - оба обликована у виду дијалога - књига приказује сексуално сазревање невине и наивне Фаншон. У првом делу јунакиња од рођаке Сузане сазнаје све што јој је потребно како би освојила и задовољила Робинеа, младића који за њом жуди, док у другом делу, сада већ сексуално искусна Фаншон, разговара са Сузаном о свему што се дотиче сексуалности. Иако се аутор не зна поуздано, са правом се претпоставља да је у питању био мушкарац те, као и сва ондашња дела која обрађују исту тематику, у књизи је садржано чисто мушко знање о женском ужитку. Штампари првог издања су били судски гоњени под оптужбом за ширење неморала. Упркос забрани, књига је доживела више издања у 17. веку.